# Südafrikanische Republik
Die Südafrikanische Republik (niederländisch Zuid-Afrikaansche Republiek oder ZAR), oft auch Transvaal-Republik genannt, war ein unabhängiger Staat im südlichen Afrika, der während der zweiten Hälfte des 19. Jahrhunderts existierte. Um 1835 wanderten Buren im sogenannten Großen Treck in das Gebiet ein und gründeten die unabhängige Südafrikanische Republik. Sie ist nicht mit der heutigen Republik Südafrika zu verwechseln. Das Gebiet der Republik war später als die südafrikanische Provinz Transvaal bekannt. Die ZAR war unabhängig von 1857 bis 1877 und später nochmals von 1881 bis 1900 nach einem erfolgreichen Aufstand der Buren im Ersten Burenkrieg. Sie wurde im Jahr 1900 während des Zweiten Burenkrieges vom Vereinigten Königreich endgültig annektiert.
Das Parlament, der Volksraad, hatte 24 Sitze und tagte ab Mai 1890 im Ou Raadsaal in Pretoria.

## Geschichte
Das Gebiet der Südafrikanischen Republik wurde bereits seit etwa dem 8. Jahrhundert von den Venda und Sotho bewohnt. Im Jahr 1817 wanderten in diese Region Stämme ein, die vom Zulu-König Shaka aus ihrer Heimat vertrieben wurden. Den europäischen Siedlern gelang es ohne große Gegenwehr, dieses Gebiet zu kolonialisieren.
Zwischen 1830 und 1850 wanderten Nachfahren niederländischer und anderer Siedler, bekannt als Buren (Bauern) oder Voortrekker (Pioniere), gemeinsam aus der britischen Kapkolonie aus. Dieser Flüchtlingsstrom ist bekannt als Großer Treck. Mit ihren überlegenen Waffen und Geräten war es für sie relativ leicht, die einheimischen Kämpfer zu besiegen und zu unterwerfen. In dieser Zeit entstanden zu Transvaal die ersten Burenrepubliken Winburg (1836) und Potchefstroom (1837), die außerhalb des britischen Einflusses lagen und keine Zentralregierung hatten. Im Jahre 1844 vereinten sich beide Länder zu der Republik Winburg-Potchefstroom, die 1848 in der Burenrepublik Transvaal aufging.
Am 17. Januar 1852 unterzeichneten das Vereinigte Königreich und etwa 5000 Burenfamilien die Sand River Convention, die den Buren die Unabhängigkeit in den Gebieten nördlich des Vaals garantierte. Der Oranje-Freistaat, eine weitere Burenrepublik, wurde zwei Jahre später im Jahre 1854 unabhängig. Im Jahr 1856 nahm die Burenrepublik Transvaal den Namen Südafrikanische Republik an und eine neue Verfassung trat in Kraft. 1860 wurde die Hauptstadt von Potchefstroom nach Pretoria verlegt. Im selben Jahr traten auch die Republiken Lydenburg und Utrecht der Südafrikanischen Republik bei.

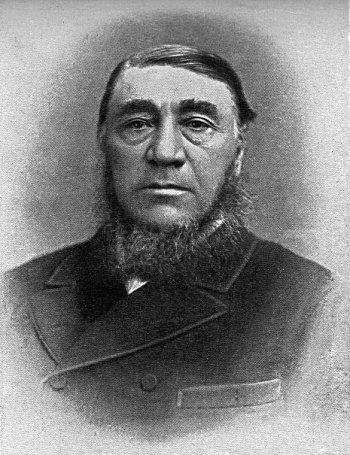
Präsident Paul Kruger

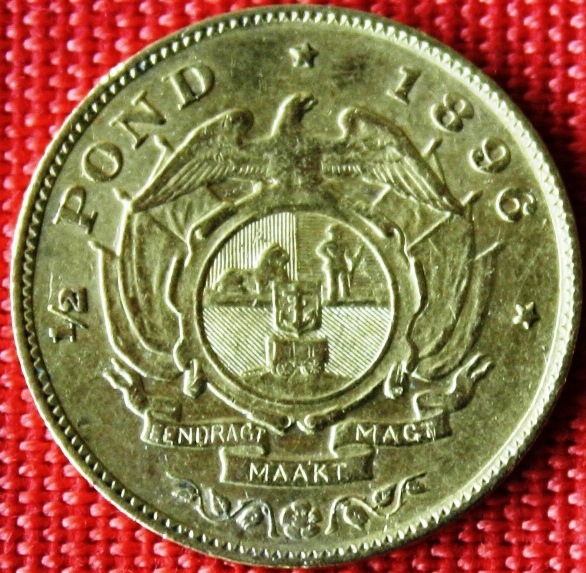
Goldmünze zu einem halben Pfund aus dem Jahr 1896 mit dem Wappen der Südafrikanischen Republik

In der Folge sah sich die Republik erheblichen wirtschaftlichen Schwierigkeiten und der Bedrohung durch die Zulu ausgesetzt, woraufhin die Briten das Gebiet in der Hoffnung, dies würde von den Buren als Rettung angesehen werden, am 12. April 1877 durch Theophilus Shepstone annektierten. Das Gegenteil war der Fall, was zu Konflikten führte, die letztlich im Ersten Burenkrieg gipfelten. Am 16. Dezember 1880 erklärte die Republik erneut ihre Unabhängigkeit. Mit der Pretoria Convention erhielten die Buren 1881 zunächst Selbstverwaltung unter britischer Kontrolle (siehe auch: Suzeränität). 1884 bekam die Südafrikanische Republik mit der London Convention weitgehend ihre Unabhängigkeit zurück, die Zuständigkeit für auswärtige Beziehungen verblieb allerdings bei Großbritannien. Am 20. Juli 1888 wurde die Nieuwe Republiek und 1891 der Burenfreistaat Klein Vrystaat in die Südafrikanische Republik eingegliedert. Am Ende des Zweiten Burenkrieges wurde jedoch das Gebiet der Nieuwe Republiek in die Provinz Natal integriert.
Als am Witwatersrand 1886 Gold entdeckt wurde, kam es zu einer Einwanderungswelle nicht-burischer europäischer Siedler (von den Buren uitlanders, Ausländer, genannt), welche zu einer Destabilisierung der Republik führte. 1895 plante der Gouverneur der Kapkolonie Cecil Rhodes einen Putsch der Uitlanders gegen die Burenregierung. Der sogenannte Jameson Raid scheiterte jedoch. Aus Furcht vor einer britischen Annexion griffen die Buren daraufhin die britischen Kolonien an, woraus sich der Zweite Burenkrieg entwickelte.
Der Burenkrieg war ein Wendepunkt in der Kriegsführung der britischen Armee und auch des britischen Empire. Hier wurden von den Briten erstmals Konzentrationslager errichtet. Im Mai 1902 kapitulierten die letzten burischen Truppen, die Südafrikanische Republik wurde endgültig aufgelöst und wurde Teil des britischen Empire. 1910 wurde Transvaal eine Provinz der neu gegründeten Südafrikanischen Union, einem britischen Dominion.

## Verkehr
Staatsbahn war die Nederlandsch-Zuid-Afrikaansche Spoorweg Maatschappij (NZASM). Einen großen Teil ihrer Lokomotiven bezog die NZASM aus Deutschland, insbesondere bei der Maschinenfabrik Esslingen.

## Flagge
Die Nationalflagge der Südafrikanischen Republik, genannt Vierkleur, bestand aus drei horizontalen Streifen in rot, weiß und blau, was der niederländischen Nationalflagge entspricht. Zusätzlich befand sich am linken Rand ein vertikaler grüner Streifen. Diese Flagge taucht auch im mittleren weißen Streifen der Nationalflagge der Republik Südafrika von 1928 bis 1994 auf.